# Glandon (Haute-Vienne)
Glandon is een gemeente in het Franse departement Haute-Vienne (regio Nouvelle-Aquitaine) en telt 771 inwoners (1999). De plaats maakt deel uit van het arrondissement Limoges.

## Geografie
De oppervlakte van Glandon bedraagt 27,3 km², de bevolkingsdichtheid is 28,2 inwoners per km².
De onderstaande kaart toont de ligging van Glandon (Haute-Vienne) met de belangrijkste infrastructuur en aangrenzende gemeenten.

## Demografie
Onderstaande figuur toont het verloop van het inwonertal (bron: INSEE-tellingen).